# فتحي الهداوي
فتحي الهداوي (1381- 1446 هـ / 1961- 2024 م)، ممثل تونسي له العديد من الأعمال التلفزية والسينمائية التونسية. اشتَهَر عربيًّا بأداء دور الصحابي أبي سفيان بن حرب، في مسلسل عمر بن الخطاب.

## سيرته
ولد فتحي الهداوي في العاصمة تونس، يوم السبت 2 رجب 1381هـ الموافق 9 ديسمبر 1961م.
بدأ التمثيل في مسرح المعهد الثانوي ابن شرف بأداء قطع كلاسيكية، بإشراف أستاذه حمادي المزي. ثم انضم إلى مسرح الهواة، وكان له حضور لافت منذ بدايته.
التحق بالمعهد العالي للفن المسرحي بتونس، وحصل على شهادة من المعهد في عام 1986.
عُيِّن في 7 أكتوبر 2011 رئيسًا للمهرجان الدولي بالحمامات، وشغل هذا المنصب حتى 31 مارس 2014. قدم بداية من 12 سبتمبر 2022 موسمًا جديدًا من البرنامج الإذاعي «نهج التريبينال» في إذاعة (إي إف إم) خلفًا لمحمد السياري. يُعَد الهداوي من أبرز الوجوه الفنية في تونس والعالم العربي.

## أعماله

### السينما

#### الأفلام الطويلة
| - 1985: الكأس للمخرج محمد دمق. - 1987: ألف طفل اسمه يسوع للمخرج فرانكو روسي. - 1988: صفايح ذهب للمخرج نوري بوزيد. - 1988: الإنتظار للمخرج فرانكو روسي. - 1988: عرب للمخرجين الفاضل الجعايبي والفاضل الجزيري. - 1989: صيف كل الأحزان للمخرج سيرج مواتي. - 1990: عصفور السطح للمخرج فريد بوغدير. | - 1992: غبار الألماس للمخرجين الفاضل الجعايبي ومحمود بن محمود. - 1994: حرائق انطفأت بشكل غير صحيح للمخرج سيرج مواتي. - 1995: نظرة معينة للمخرج خالد البرصاوي. - 1996: تحقق من الهوية للمخرج بيتر كاسوفيتز. - 1998: قليبية مزارة للمخرجين جان فرانكو بانون وطارق بن عبد الله. - 1998: الحب الحرام للمخرج نضال شطة. - 2000: المفتاح للمخرج شوقي الماجري. | - 2001: الملوك الثلاثة للمخرج ألان موصلي. - 2003: الشمس المغتالة للمخرج عبد الكريم بهلول. - 2004: باب العرش للمخرج مختار العجيمي. - 2005: ظلال الصمت للمخرج عبد الله المحيسن. - 2009: 7 شارع الحبيب بورقيبة للمخرج إبراهيم اللطيف. - 2012: الخميس بعد الظهر للمخرج محمد دمق. - 2012: باب الفلة للمخرج مصلح كريم. |

#### الأفلام القصيرة
- 2011: الذي يمكن إنقاذه، لفتحي الدغري.
- 2013: أي شيء، لأسمهان الأحمر.
- 2013: يد اللوح، لكوثر بن هنية.

### التلفزيون
- 1991: ذهب مع الريح
- 1993: العاصفة في دور "منصور"
- 1994: غادة في دور "عفيف"
- 1995: الحصاد
- 1997: تيج دقيقة شوك
- 1999: التوبي
- 2002: هولاكو في دور المستعصم بالله
- 2004: الحجاج في دور "المهلب بن أبي صفرة"
- 2004: قمرة سيدي المحروس في دور "محمود صابر"
- 2004: أبو زيد الهلالي في دور "الزناتي خليفة"
- 2005: آخر وردة
- 2005: المرابطون والأندلس في دور "يوسف بن تاشفين" للمخرج ناجي طعمي
- 2008: صيد الريم في دور "رَئيف"
- 2010: كاستينغ للمخرج سامي الفهري
- 2011: الحسن والحسين في دور "حرقوص بن زهير السعدي"
- 2012: من أجل عيون كاترين في دور "الرّايس نور الدين"
- 2012: عمر في دور "أبو سفيان بن حرب" للمخرج حاتم علي
- 2013: يوميات امرأة في دور "علي" للمخرج مراد بن شيخ
- 2013: ليام للمخرج خالد البرصاوي
- 2013: الزوجة الخامسة (ضيف شرف الحلقات 3 و4 و5 و11 و15) للمخرج الحبيب المسلماني وجمال الدين خليف في دور فاروق
- 2014 - 2015: ناعورة الهواء في دور "حسونة" للمخرج مديح بلعيد
- 2015: سكوول (مشاركة خاصة)
- 2015: بوليس حالة عادية للمخرج مجدي السميري (ضيف شرف الحلقات 3و4).
- 2016: الرئيس في دور "الرئيس وليف البرمقلي" للمخرج جميل النجار.
- 2017 :الإمام في دور "أبو عبد الله الأرمني" للمخرج  عبد الباري أبو الخير.
- 2019: المايسترو في دور "مدير الإصلاحية" للمخرج لسعد الوسلاتي.
- 2019: أولاد مفيدة في دور "الحاج بو بكر" للمخرج سامي الفهري.
- 2020: قلب الذيب للمخرج بسام الحمراوي
- 2020: نوبة 2 للمخرج عبد الحميد بو شناق
- 2020: أولاد مفيدة 5 للمخرج سوسن الجمني
- 2021: أولاد الغول "في دور "إسماعيل الغول" للمخرج مراد بالشيخ
- 2023: الإختيار الأول "في دور "إبو فوزي" للمخرج محمد علي زواغي

### المسرح
- 1982: دولاب للمخرج المسرحي حمادي المزي.
- 1984: موال للمخرج المسرحي الحبيب شبيل.
- 1987: عرب للمخرج المسرحي الفاضل الجعايبي.
- 1989: العوادة للمخرجين الفاضل الجزيري والفاضل الجعايبي.
- 2000: القرآن.
- 2003: أوديب للمخرج المسرحي علي بن عياد.

### الإذاعة
- 2021: المنصف باي، الإذاعة الوطنية
- 2022: نهج التريبينال، إذاعة إي أف أم.

### فيديوهات
- 2014-2015: شارك في ومضات إشهارية لشركة سيكام المنتجة للهريسة.

## الجوائز
- 2000: أفضل ممثل مساعد في أيام قرطاج السينمائية عن دوره في فيلم الحب الحرام للمخرج نضال شطة.
- 2004: أفضل ممثل مساعد في أيام قرطاج السينمائية عن دوره في فيلم باب العرش للمخرج مختار العجيمي.
- 2013: جائزة أفضل ممثل وجائزة نجم رمضان في حفل جوائز رمضان الذي نضمته موزاييك أف أم.
- 2014: جائزة أفضل ممثل لدوره في مسلسل ناعورة الهواء في حفل جوائز رمضان.

## حياته الشخصية
متزوج سورية وله ولد وبنت. وهو حاصل على الإقامة الذهبية في الإمارات.

## وفاته
توفي فتحي الهداوي يوم الخميس 11 جُمادى الآخرة 1446هـ الموافق 12 ديسمبر (كانون الأول) 2024م، بعد صراع مع مرض سرطان الرئة، عن عمر ناهز الثالثة والستين.